# Lupus eritematoso
Lupus eritematoso è il nome con cui vengono indicate una serie di malattie autoimmuni che si possono manifestare a livello sistemico o solamente a livello cutaneo.

## Tipi
Le principali forme di lupus sono:
- Lupus eritematoso sistemico
- Lupus eritematoso cutaneo
- Lupus eritematoso indotto da farmaci
- Lupus neonatale

Una classificazione più estesa include:
- Lupus eritematoso cutaneo acuto
- Lupus eritematoso cutaneo subacuto, localizzato o generalizzato
- Lupus eritematoso cutaneo cronico
  - Lupus eritematoso discoide
    - Lupus eritematoso discoide infantile
    - Lupus eritematoso discoide generalizzato
    - Lupus eritematoso discoide localizzato
    - Lupus eritematoso discoide lichenoide

  - Lupus pernio (lupus eritematoso chilblain o di Hutchinson o Geloni)
  - Sindrome da overlap lupus eritematoso-lichen planus
  - Lupus eritematoso profondo (panniculite lupica)
  - Lupus eritematoso tumido
  - Lupus eritematoso verrucoso (o ipertrofico)
- Sindromi da deficit del sistema del complemento